# Parafia Niepokalanego Serca Maryi w Wodzisławiu Śląskim
Parafia Niepokalanego Serca Maryi w Wodzisławiu Śląskim – parafia rzymskokatolicka w dzielnicy Kokoszyce, należąca do dekanatu pszowskiego archidiecezji katowickiej.

## Historia
Parafia została utworzona 28 maja 1957 roku. Dawniej wierni z Kokoszyc należeli do parafii w Pszowie. Budowa kościoła parafialnego w Wodzisławiu Śląskim trwała dwa lata (1948–1950). Świątynia została poświęcona przez bp. Stanisława Adamskiego 9 lipca 1950.

## Zasięg parafii
Do parafii należą wierni z Wodzisławia Śląskiego (ulice: Dąbrowskiej Marii, Dołki, Gagarina Jurija, Matki Teresy z Kalkuty, Młodzieżowa, Norwida Cypriana Kamila, Olszyny, Oraczy, Osadnicza, Pałacowa, Parkowa, Pszowska, Smolna, Sportowa, Strażacka, Ks. Szwedy, Wesoła i Zdrojowa). 
Na terenie parafii znajduje się Archidiecezjalny Dom Rekolekcyjny w Wodzisławiu Śląskim Kokoszycach im. bpa Stanisława Adamskiego, kościół Najświętszego Serca Pana Jezusa w parku, kaplica Matki Bożej Piekarskiej w Archidiecezjalnym Domu Rekolekcyjnym oraz dom zakonny sióstr Jadwiżanek.

## Proboszczowie[2]
- ks. Józef Smandzich lokalista (1942)
- ks. Antoni Owczarek lokalista (1942–1946)
- ks. Jan Kubica lokalista (1946–1947), kuratus (1947)
- ks. Józef Bołda kuratus (1948–1957), administrator 1957, proboszcz (1957–1960)
- ks. Bolesław Brząkalik proboszcz (1960–1969)
- ks. Alojzy Klon proboszcz (1969–1970)
- ks. Gerard Wengierek proboszcz (1970–1995)
- ks. Roman Grabowski administrator (1995–1996), proboszcz (1996–2001)
- ks. Grzegorz Brzyszkowski administrator (2001–2003), proboszcz (2003–2014)
- ks. Adam Zakrzewski proboszcz (2014–2022)
- ks. Grzegorz Wita proboszcz (od 2022)